# Abadía de Ring
La abadía de Ring (Ringkloster) fue un convento benedictino en el municipio de Skanderborg, Dinamarca. Funcionó desde el siglo XII hasta la Reforma danesa. Poseyó gran cantidad de tierras y funcionaba como colegio de niñas para las hijas de la nobleza.

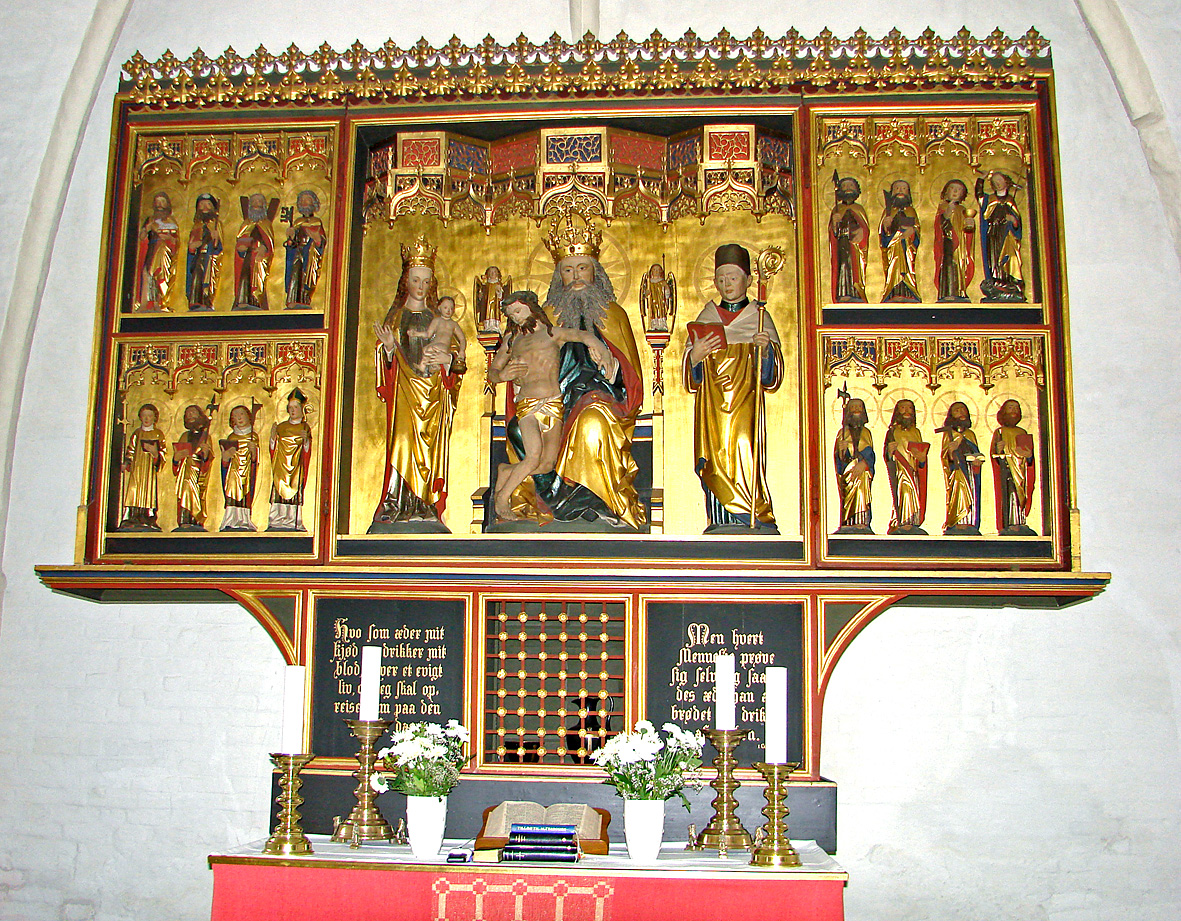
El retablo de la abadía de Ring se encuentra ahora en la iglesia de Østbirk

## Historia
La abadía de Ring se fundó probablemente en el siglo XII, posiblemente a principios de ese mismo siglo. Aparece por primera vez en documentos contemporáneos en 1203. La abadía funcionó principalmente como escuela para niñas y residencia de ancianas nobles.
Inicialmente pequeña, llegó a poseer gran cantidad de tierras gracias a las donaciones de las familias de las mujeres nobles que fueron aceptadas como monjas en la abadía. Con el tiempo, la abadía de Ring llegó a poseer fincas repartidas por toda Jutlandia, la mayoría de las cuales estaban arrendadas a campesinos, y tenía su propio mercado. La abadía se incendió dos veces, en 1300 y en 1430, y fue ampliada y reconstruida en piedra en ambas ocasiones.
Durante la Reforma danesa, la abadía de Ring fue confiscada por la corona y entregada al gran tesorero Mogens Gøye y, posteriormente, a su yerno, el almirante Herluf Trolle, quienes se vieron obligados a prometer que mantendrían a las monjas que quedaban, a las que se permitió vivir en el edificio de por vida. En 1571, la abadía de Ring se incorporó a la parroquia de Skanderborg y, en 1579, perdió su condición de mercado.   
La iglesia de la abadía de Ring fue demolida y sus materiales se utilizaron para ampliar y reparar la iglesia de Skanderup (Skanderup Kirke), en la diócesis de Haderslev. El retablo de 1487 se encuentra ahora en la iglesia de Østbirk (Østbirk Kirke), también en la diócesis de Aarhus.  

## Otras fuentes
- Iglesia de Dinamarca, peso 48. Museo Nacional 1997
- Danske Slotte og Herregårde, Aage Roussell (ed.), 2. udg. , enlace 13, Hassings Forlag, Kbh. 1966 pág. 291-294
- Om ”De Gode Nonners Konvent i Ring” Om Ring Klosters Historie, 1998 (forfatter ukendt)
- Reinholdt, Helle: Dengang, historiador de Skanderborg-området . Museo Skanderborg, Narayana Press 2009 p. 70-75
- Esta obra contiene una traducción  derivada de «Ring Abbey» de Wikipedia en inglés, concretamente de esta versión, publicada por sus editores bajo la Licencia de documentación libre de GNU y la Licencia Creative Commons Atribución-CompartirIgual 4.0 Internacional.

- Datos: Q12333530
- Multimedia: Ringkloster / Q12333530